# 阿刀氏
阿刀氏（あとうじ、安斗氏/安刀氏/安都氏/迹氏）は、「阿刀」を氏の名とする氏族。
物部氏と同祖伝承を有する神別（天神）の古代氏族で、「阿刀連」のち「阿刀宿禰」姓を称した。

## 出自
物部氏系の史書である『先代旧事本紀』では、饒速日命（物部氏祖神）の孫・味饒田命（うましにぎたのみこと）を祖とすると伝える。
また平安時代初期、弘仁6年（815年）の『新撰姓氏録』では以下の氏族が記載されている。
- 左京 神別 天神 阿刀宿禰 - 石上同祖。
- 山城国 神別 天神 阿刀宿禰 - 石上朝臣同祖。饒速日命の孫・味饒田命の後。
- 山城国 神別 天神 阿刀連 - 石上朝臣同祖。饒速日命の孫・味饒田命の後。
- 摂津国 神別 天神 阿刀連 - 神饒速日命の後。
- 和泉国 神別 天神 阿刀連 - 釆女臣同祖。

なお『太子伝玉林抄』所引の『新撰姓氏録』左京神別阿刀宿禰条逸文によれば、大和国城上郡椿市村（奈良県桜井市金屋）にも阿刀連があったという。
このように阿刀氏は物部氏（のち石上氏）と同祖伝承を有している。その氏名は物部守屋の別業があったと伝えられる阿都（のちの河内国渋川郡跡部郷、現在の大阪府八尾市跡部周辺）の地名に基づくとされる。また、人物の初見が天武天皇元年（672年）であることから、その頃に物部氏から分派したという説がある。

## 歴史
カバネは初め「連」であったが、のちに本宗氏は天武天皇13年（684年）の八色の姓制定にあたって「宿禰」を賜った。ただし、8世紀以後も「連」「造」のカバネを称する枝氏も存在した。
居住地としては山背国愛宕郡（京都市東北部）、山背国相楽郡（京都府相楽郡）、摂津国豊島郡（大阪府豊中市・池田市・箕面市周辺）が知られ、上記の様に『新撰姓氏録』には左京、山城国、摂津国、和泉国に居住が見られる。
史書では官人としての活躍が見られる。また、一族から空海（母は阿刀氏）を輩出した。

## 主な人物・氏族

### 人物
- 安斗宿禰智徳 - 7世紀末の官人。壬申の乱において大海人皇子（天武天皇）の吉野脱出に従事[3]。
- 阿刀連酒主 - 8世紀中頃の下級官人。平城京の大溝遺構から、自筆と見られる木簡が出土した[4]。
- 阿刀宿禰大足 - 8世紀後半の侍講。大学入学前の空海に諸学を教えた[5]。
- 安都宿禰雄足 - 8世紀後半の下級官人。造東大寺司において活躍[6]。

### 氏族
『新撰姓氏録』によれば、以下1氏族が阿刀氏と同祖を称している。
- 河内国 神別 天神 積組造 - 阿刀宿禰同祖。饒速日命の子・于摩志摩治命の後。

その他の同族として、『日本三代実録』貞観4年（862年）7月条に「阿刀物部貞範」が見えるのみであるが、阿刀物部氏がある。

## 関係地

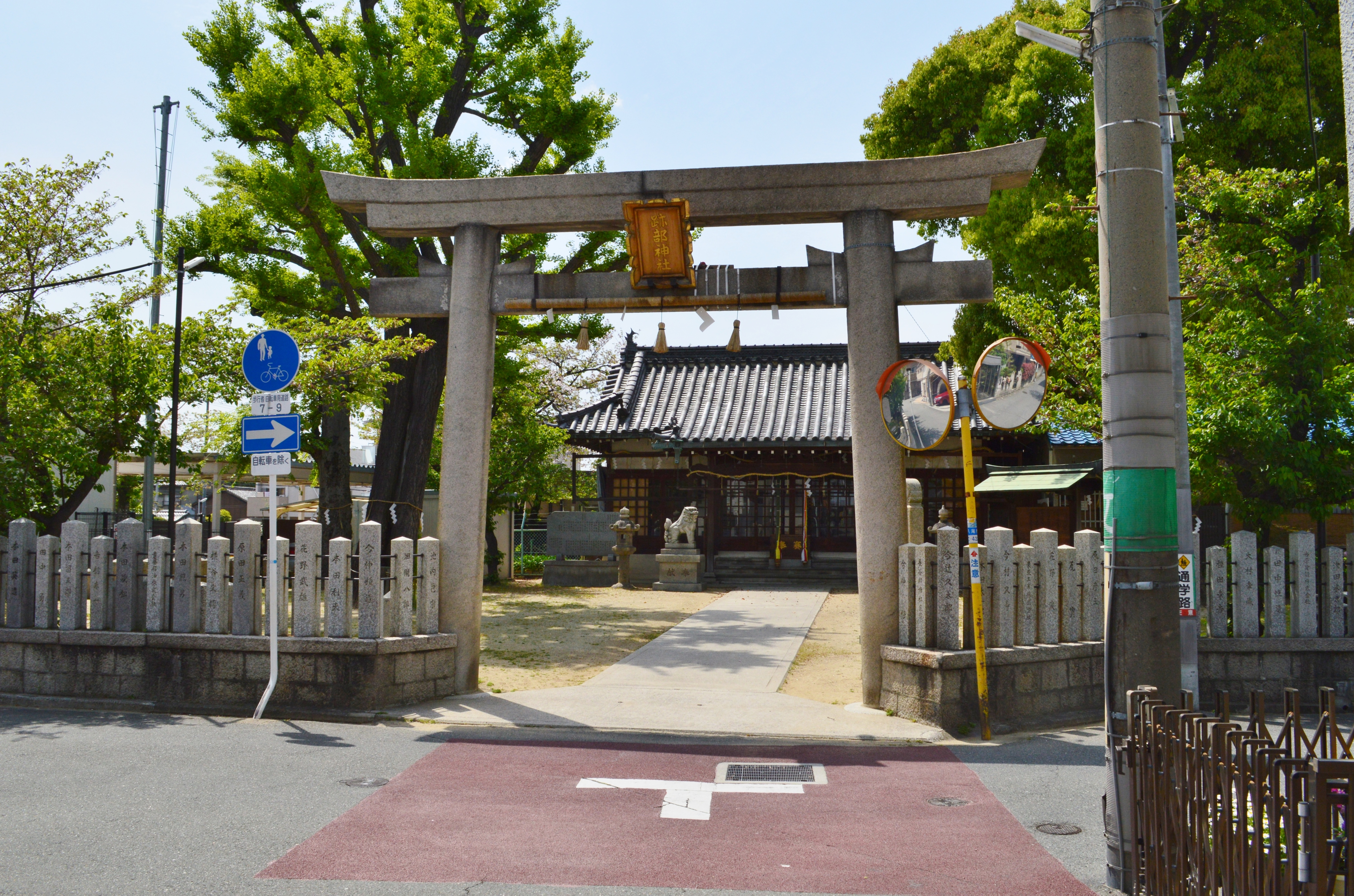
跡部神社（大阪府八尾市）

- 跡部神社（大阪府八尾市） - 河内国渋川郡の式内社。阿刀氏の氏名発祥地とみられる。
- 阿刀神社（京都府京都市右京区） - 山城国葛野郡の式内社。阿刀氏の氏神社とされる[2]。